# The Wedding Date - L'amore ha il suo prezzo
The Wedding Date - L'amore ha il suo prezzo (The Wedding Date), conosciuto anche come Un amore in prestito, è una commedia romantica del 2005 diretta da Clare Kilner con Debra Messing, Dermot Mulroney, ed Amy Adams. Basato sul romanzo Asking for Trouble di Elizabeth Young, il film venne riprodotto un anno dopo a Bollywood col nome di Aap Ki Khatir.

## Trama
Kat Ellis è una newyorkese single che ritorna a casa dei suoi genitori a Londra per fare da damigella d'onore al matrimonio della sorellastra Amy con il fidanzato Edward. Rimane costernata quando scopre che il testimone delle nozze non è altro che il suo ex fidanzato Jeffrey, che l'aveva lasciata due anni prima. Nel desiderio di non fare brutta figura con lui, assume l'affascinante gigolò Nick Mercer perché faccia finta di essere il suo fidanzato, in cambio di seimila dollari.
Il piano di Kat è rendere Jeffrey geloso, piano che fallisce quando Nick convince tutti, lei inclusa, che lui e Kat sono pazzamente innamorati, cosicché i due s'innamorano veramente.
La notte prima del matrimonio, Kat scopre il vero motivo della rottura con Jeffrey: questi l'aveva lasciata per Amy con cui ha avuto una relazione quando stavano ancora insieme. Nick aveva scoperto tutto poco prima, avendo visto Amy e Jeffrey litigare, e quando Kat capisce che Nick sapeva tutto, lo lascia e decide di tornare in America mentre Nick le restituisce i soldi.
Il giorno del matrimonio, il patrigno di Kat le chiede se pensa che Nick sia il ragazzo giusto per lei, la protagonista si arrende all'evidenza e dice di sì, così inizia a cercarlo mentre il matrimonio ha inizio. Amy, oppressa dai rimorsi, confessa il tradimento ad Edward chiedendogli perdono in quanto innamorata; Edward reagisce male inseguendo Jeffrey dentro e fuori dalla chiesa. Mentre Jeffrey scappa, Edward viene ritrovato esausto da Nick che riesce a convincere lo sposo di quanto l'amore per lei sia superiore a quanto accaduto per via di Jeffrey. Con ciò, Edward torna in chiesa, perdona Amy e la sposa mentre Kat perdona Nick con cui inizia una relazione ufficiale.

## Accoglienza
Il film fu un grande successo al botteghino, incassando 47 milioni di dollari in tutto il mondo, contro un budget di 15 milioni. Nonostante il successo però, il film fu stroncato dalla critica, a causa della sua trama scontata e prevedibile.